# Дахам, Ахмед
Ахмед Дахам Карим (12 октября 1967 или 1965 — 29 декабря 2021) — иракский футболист и футбольный тренер, играл на позиции полузащитника.

## Биография
Как футболист Дахам представлял сборную Ирака на Кубке Азии 1996 года. Его команда выбыла в четвертьфинале, уступив хозяевам турнира, ОАЭ (0:1 в дополнительное время).
Дахам приобрёл первый тренерский опыт в 2015 году в клубе «Нафт Майсан». В 2016 году выиграл Кубок Ирака по футболу, приведя к победе «Аль-Куву». В августе 2018 года он вернулся в «Нафт Майсан» после ухода Удая Исмаила. При нём команда показывала хорошие результаты и провела довольно успешный сезон. Он занял пятое место в лиге, отстав от третьего места на шесть очков. В Кубке Ирака команда вышла в четвертьфинал и уступила «Аль-Талабе». После долгих переговоров Дахам договорился с правлением остаться ещё на сезон.
Дахам умер от сердечного приступа 29 декабря 2021 года.